# Реджанг (письмо)
Реджангское письмо (реджанг) (реджанг ꥆꤰ꥓ꤼꤽ ꤽꥍꤺꥏ) — письменность типа абугида, восходящая к письму брахми. Является родственным другим письменностям региона: лонтара, байбайин, батакскому и прочим.
Письмо использовалось для записи текстов на малайском и реджангском языках, на котором сейчас говорит около 200 тысяч человек в провинции Бенкулу на острове Суматра. В наши дни большинство носителей языка реджанг живут в отдалённых сельских районах и лишь половина из них грамотна.

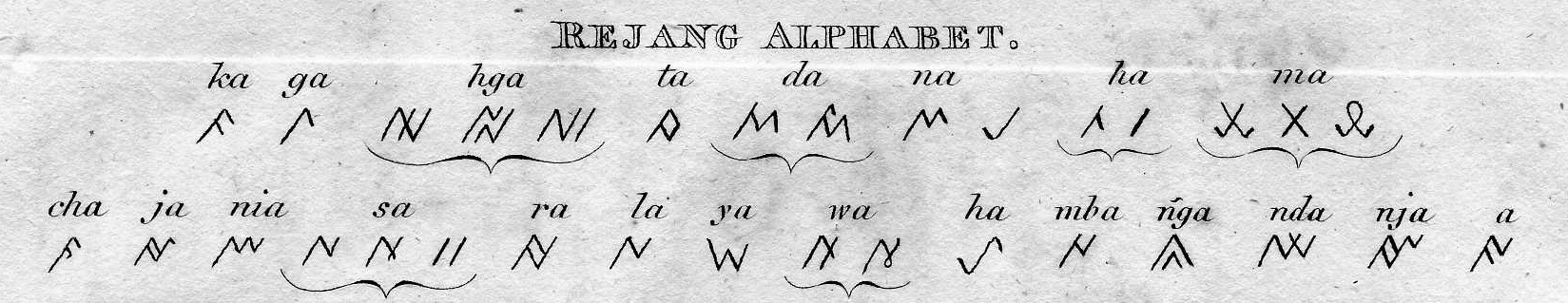
Алфавит реджанг с транслитерацией